# Ichneumon albibucca
Ichneumon albibucca är en stekelart som beskrevs av Peter Friedrich Ludwig Tischbein 1874. Ichneumon albibucca ingår i släktet Ichneumon och familjen brokparasitsteklar. Inga underarter finns listade i Catalogue of Life.